# Léopold Figuères

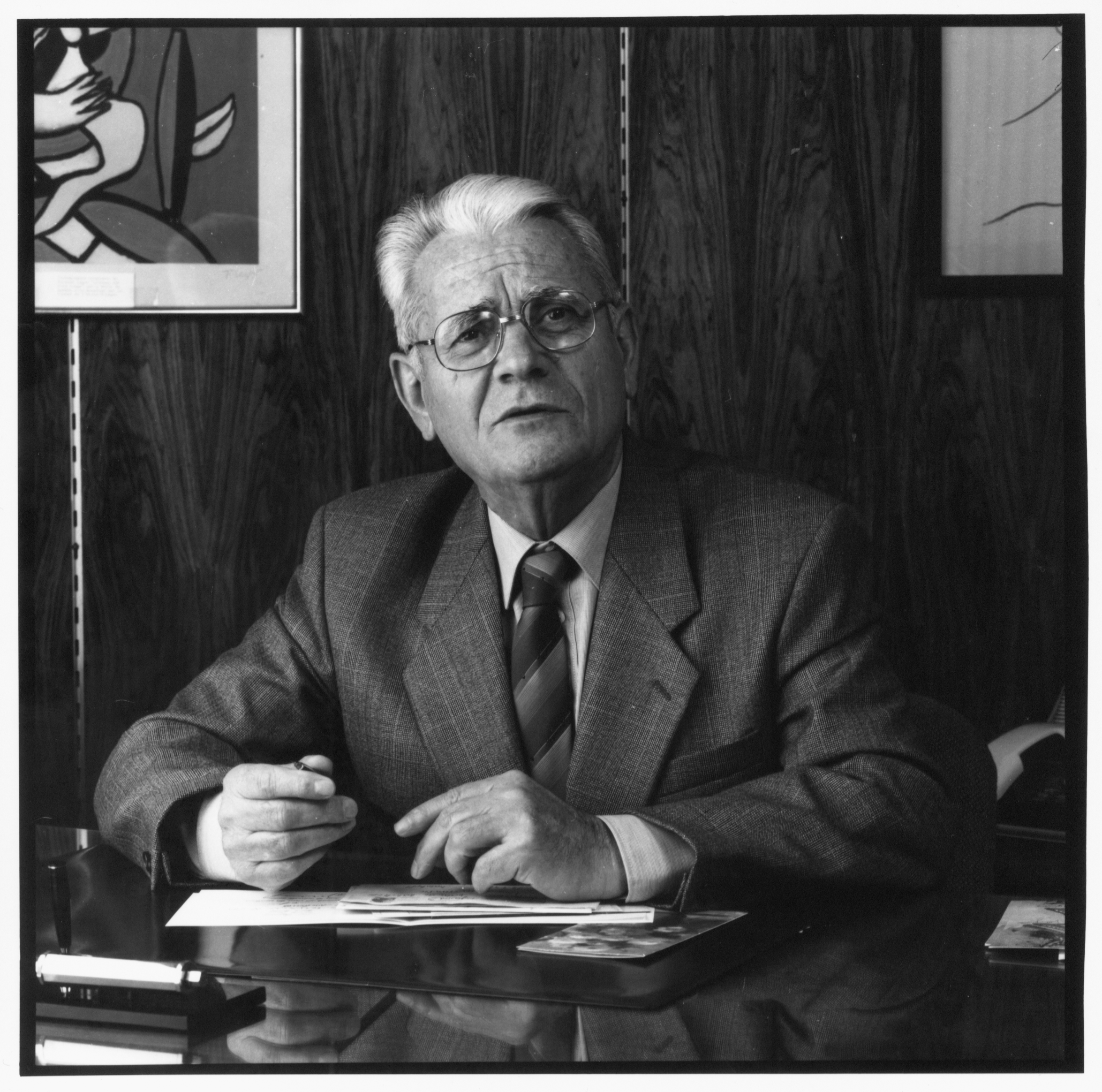
Léo Figuères al 1992, alcalde de Malakoff

Léopold Figuères, Léo, (Perpinyà, 27 de març del 1918 - 1 d'agost del 2011) va ser un polític rossellonès, figura de la Resistència i del Partit Comunista Francès.

## Biografia
Cursà únicament estudis primaris a Prada abans de fer l'aprenentatge de tipògraf a Perpinyà (1933). Membre de les Joventuts Comunistes (JC) amb 14 anys, n'esdevingué responsable departamental de primer, i nacional a partir del 1936. Al 14 de juliol del 1935 exposà la declaració comuna de les organitzacions juvenils del Front popular a l'assemblea de Montrouge, a la jornada on se segellà l'aliança política de les forces que formaven el Front popular. Després d'una estada de dos anys a l'escola de la Internacional Comunista a Moscou, el 1937 i amb 19 anys fundà la Unió de la joventut agrícola de França i en fou el representant al "Congrés mundial de la Joventut per la Pau" de Nova York (agost del 1938). Va ser destinat a Còrsega per a fer-hi el servei militar el 1938, i l'esclat de la Segona Guerra Mundial feu que s'enrolés a la Resistència corsa a partir del 1940; establert a Lió, entre maig del 1941 i setembre del 1944 dirigí clandestinament el conjunt de l'organització de les prohibides Joventuts Comunistes per la zona no ocupada, al sud de França. Pel seu pas a la Resistència obtingué diverses distincions: la medalla de la Resistència, la Creu del combatent voluntari i el títol de la Legió d'Honor.
Després de l'Alliberament, el 1946 esdevingué secretari general de la Unió de la Joventut Republicana de França (UJRF), organisme que aplegava al voltant de les Joventuts Comunistes altres organitzacions nascudes a la Resistència. En paral·lel, als anys 1945 i 1946 va ser elegit diputat (un dels més joves!) a les dues Assemblees constituents en representació dels Pirineus Orientals, amb més del 40% dels vots.
En el decurs de la guerra d'Indoxina, i en tant que director d'Avant-garde (publicació de l'UJRF i posteriorment de les Joventuts comunistes), als primers mesos del 1950 anà com a corresponsal a un Vietnam en guerra. Les entrevistes amb Ho Chi Minh, Võ Nguyên Giáp i Pham Van Dong, dirigents de la República Democràtica del Vietnam, així com amb els xinesos Mao Zedong, Liu Shaoqi i Zhou Enlai foren la base de diversos reportatges i d'un llibre laudatoris per a la RDV demanant la fi de la guerra colonial i la pau. Aquestes opinions li valgueren persecucions i condemnes públiques per "démoralisation de l'armée et de la Nation". Tornà a la clandestinitat, i el 1952 s'exilià, fent estades a Romania (on representà el PCF al Kominform), Bulgària, Hongria, Polònia i Txecoslovàquia. Acabada la guerra d'Indoxina, el 1954 retornà a França, i començà a multiplicar les aparicions públiques per fer-se arrestar i treurè rèdits polítics del judici subsegüent. Fou efectivament detingut el 1956, però per multes pendents de la revista Avant-Garde i, després d'un empresonament de 48 hores a la Santé, i un judici suspès, restà en llibertat.
Va ser elegit conseller general pel departament del Sena i posteriorment pel d'Alts del Sena, càrrecs que ostentà al període 1959-1993. El 1962, a la fi de la guerra d'Algèria, encapçalà la manifestació contra l'OAS que es va fer a París el 8 de febrer del 1962. Malgrat que s'identificà com a personatge polític electe, va ser colpejat per les forces de policia, en un ambient general de repressió ferotge que se saldà amb nou morts.
Dirigent del Parti communiste français i membre (1945-1976) i secretari general (1959 à 1964) del seu Comitè Central, va ser responsable de les relacions del PCF amb la intel·lectualitat, creà el "Centre d'Études et de Recherches Marxistes" (CERM), i ensems dirigí la revista teòrica del PCF, els Cahiers du communisme, fins al 1976. Presidí l'alcaldia de Malakoff (Alts del Sena) des del 1965 fins que el rellevà Catherine Margaté el 1996; restà alcalde honorari de la població fins al seu traspàs. La població, a la perifèria parisenca, preveia el 2011 dedicar-li la plaça "Léo Figuères", en homenatge.
Fou autor d'obres històriques sobre el moviment revolucionari i obrer; i, especialment, d'escrits divulgatius de la ideologia comunista. Algunes, com Je reviens du Viêt Nam libre o Le Trotskisme, cet antiléninisme van ser traduïdes a diversos idiomes. Morí a Perpinyà als 93 anys i va ser enterrat als Masos.

## Honors
- Medalla de la Resistència i Creu del combatent voluntari de la Resistència
- Cavaller de la Legió d'Honor (22 de setembre del 1983) i de l'Orde de les Arts i de les Lletres (16 de setembre del 1985)[6]

## Obres
(selecció)
- Le serment de la jeunesse [Intervention de clôture prononcée par Léo Figuères au 2e Congrès national de l'Union de la Jeunesse républicaine de France tenu à Lyon, du 6 au 9 mai 1948].  París: Impr. I.C.C., 1948.
- Je reviens du Viêt Nam libre (notes de voyage).  París: Éditions de la Jeunesse, 1950. Traduccions al romanès, al rus, a l'hongarès, al txec, al japonès i al xinès
  -  Je reviens du Vietnam libre. nouvelle édition.  Montreuil: Le Temps des Cerises & ALF-Amis de Léo Figuères, 2015 (coll. Récits des Libertés). ISBN 9782370710482.
- La Jeunesse et le Communisme, choix de textes marxistes.  París: Éditions sociales, 1962. 2 edicions
- Parti communiste français.  París: Éditions sociales, 1962.
- Le Gauchisme hier et aujourd'hui.  París: Cahiers du communisme, 1968. 2 edicions
- Lénine et la social-démocratie, sa nature et son rôle historique.  París: Institute Maurice Thorez, 1969 (Les conférences de l'Institut Maurice Thorez, 16).
- Le Trotskisme, cet antiléninisme.  París: Éditions sociales, 1969 (Notre Temps). Traduccions al txec, al portuguès, a l'hongarès, al japonès, al castellà
- Hô Chi Minh notre camarade. Souvenirs de militant français rassemblés.  París: Éditions sociales, 1970. Traducció al turc
- Jeunesse militante - Chronique d'un jeune communiste des années 1930-50.  París: Éditions sociales, 1971 (Souvenirs).
- Passage pacifique au socialisme et guerre civile.  París: Institute Maurice Thorez, 1971 (Les conférences de l'Institut Maurice Thorez, 32).
- Elections législatives Mars 1973.  París: Cahiers du communisme, 1973.
- Passé et avenir d'une espérance - suite d'un itinéraire communiste.  Pantin: Le Temps des Cerises, 1995. ISBN 2841090450.
- Histoire des communistes français, essai.  Pantin: Le Temps des Cerises, 1996. ISBN 2841090663.
- Cogniot, Georges; Figuères, Léo (editor). Matérialisme et humanisme: Démocrite, Epicure, Lucrèce, Goethe, Marx [antologia de textos de Cogniot].  Pantin: Le Temps des Cerises, 1998. ISBN 2841091694.
- Octobre 1917 - la Révolution en débat, réflexion sur la Révolution russe et ses suites.  Pantin: Le Temps des Cerises, 1998. ISBN 2841091317.
- Les Fureurs du XXe: Crises, mouvements populaires, guerres, résistances, révolutions et contre révolutions de 1900 à l'an 2000.  Pantin: Le Temps des Cerises, 2000. ISBN 284109250X.
- Falguera, Narcisse; Figuères, Léo; Mannevy-Garcia, Elida. Guerilleros en terre de France: les Républicains espagnols dans la Résistance française.  Pantin: Le Temps des Cerises & Amicale des anciens guerilleros (FFI), 2000. ISBN 2841092461.
- Communiste, une aventure militante (chronique d'une action communiste des années 1930 à 2001).  Pantin: Le Temps des Cerises, 2002. ISBN 284109328X.
- Et si nous reparlions de la Résistance, et de la part que les communistes prirent à son combat.  Pantin: Le Temps des Cerises, 2004. ISBN 2841095142.
- Une longue marche - Regards sur le mouvement ouvrier et populaire en France de la Révolution à nos jours.  Pantin: Le Temps des Cerises, 2007. ISBN 2841096602.
- Capitalisme, socialisme(s), communisme - leçons d'une histoire et regards d'avenir.  Pantin: Le Temps des Cerises, 2010. ISBN 9782841098293.
- De Trotsky aux trotskysmes, éléments pour un débat.  Pantin: Le Temps des Cerises, 2012. ISBN 978-2841099313.
- AUTORS DIVERSOS; Margaté, Catherine (prefaci). Léo Figuères, un homme debout.  París: Le Temps des Cerises, 2013. ISBN 9782841099504.
- Figuères, Léo; Ruscio, Alain (introducció). Je reviens du Vietnam libre.  Montreuil: Le Temps des Cerises & ALF-Amis de Léo Figuères, 2015. ISBN 9782370710482.
- Figuères, Léo; Ortiz, Jean (prefaci). Les Fureurs du XXe.  Montreuil: Le Temps des Cerises & ALF-Amis de Léo Figuères, 2016. ISBN 9782370710895.
- Figuères, Léo; Picquet, Christian (prefaci). Octobre 1917, la Révolution en débat.  Montreuil: Le Temps des Cerises & ALF-Amis de Léo Figuères, 2017.
- Figuères, Léo; Varin, Jacques (prefaci). Et si nous reparlions de la Résistance... et de la part que les communistes prirent à son combat. nouvelle édition.  Montreuil: Le Temps des Cerises & ALF-Amis de Léo Figuères, 2020. ISBN 9782370712080.
- Histoire des communistes français : nouvelle édition enrichie de textes inédits couvrant la période 1996-2011 de l'histoire du PCF.  Montreuil: Le Temps des Cerises & ALF-Amis de Léo Figuères, 2020. ISBN 9782370712066.